# Loxocera algerica
Loxocera algerica är en tvåvingeart som beskrevs av Villeneuve 1913. Loxocera algerica ingår i släktet Loxocera och familjen rotflugor.
Artens utbredningsområde är Algeriet. Inga underarter finns listade i Catalogue of Life.